# Ipimorpha obsoleta
Ipimorpha obsoleta là một loài bướm đêm trong họ Noctuidae.